# Saint-Vincent-de-Salers
Saint-Vincent-de-Salers é uma comuna francesa na região administrativa de Auvérnia-Ródano-Alpes, no departamento de Cantal. Estende-se por uma área de 18,14 km². Em 2010 a comuna tinha 69 habitantes (densidade: 3,8 hab./km²).